# 懷尼米冰川
85°49′S 131°15′W / 85.817°S 131.250°W
懷尼米冰川（英語：Hueneme Glacier）是南極洲的冰川，位於瑪麗伯德地，長15公里，發源自威斯康辛山脈，最終注入里迪冰川，美國地質調查局根據測量和該國海軍的空中照片繪入地圖，現時由南極條約體系管理。